# Nagykereki
Nagykereki es un pueblo ubicado en el distrito de Berettyóújfalu, en el condado de Hajdú-Bihar, Hungría.

## Superficie
Posee una superficie de 37,27 kilómetros cuadrados.

## Demografía
Hasta 2019 la población era de 1330 habitantes, con una densidad de población de 35,69 habitantes por kilómetro cuadrado.